# 1079 w literaturze
Wydarzenia literackie w 1079 roku.

## Urodzili się
- Piotr Abelard, francuski filozof i poeta (zm. 1142)